# Андриевица
Андри́евица (черног. Андријевица/Andrijevica) — город, расположен в северо-восточной части Черногории к северу от границы с Албанией, в долине реки Лим, в историко-географической области Санджак. Андриевица — административный центр общины Андриевица.
Население города — 1073 жителя (2003).